# Економіка Румунії
Румунія — індустріально-аграрна країна. Основні галузі промисловості: гірнича, лісоматеріалів, металургійна, хімічна, машинобудування, харчова, нафтопереробна.
За даними [Index of Economic Freedom, The Heritage Foundation, U.S.A. 2001]:
- ВВП — $ 29,4 млрд
- Темп зростання ВВП — (-7,5)%.
- ВВП на душу населення — $1310.
- Прямі закордонні інвестиції — $ 390 млн
- Імпорт (паливо, продукція машинобудування і обладнання, продукція текстильної промисловості і сільського господарства) — $ 11,5 млрд (г.ч. Центр і Сх. Європа — 21,0 %; Німеччина — 17,5 %; Італія — 17,4 %; Франція — 6,9 %; США — 4,2 %).
- Експорт (текстиль, метали і продукція машинобудування і хімічної промисловості) — $ 9,5 млрд (г.ч. Італія — 22,0 %; Німеччина — 19,0 %; Франція — 5,9 %; США — 3,8 %).

## Транспорт
Транспорт: автомобільний, залізничний, річковий, морський, повітряний. Перевезення вантажів у країні здійснюється головним чином автотранспортом і залізницею. У 1994 в країні було 11 365 км залізниць і 88 117 км шосейних доріг. Гол. порти на Дунаї: Турну-Северин, Джурджу, Бреїла, Галац. Гол. морський порт — Констанца, через який проходить 80 % морських вантажоперевезень країни і 65 % вантажів зовнішньої торгівлі. У 1984 був відкритий судноплавний канал, що з'єднує Констанцу з портом на Дунаї Чернавода. У 1996 вантажний морський флот Румунії складався з 234 кораблів і мав сумарну вантажопідйомність всіх судів в 2 445 810 рег. т.

## Економіка Румунії після Другої світової війни
Віхами соціалістично спрямованої економічної історії Румунії після Другої світової війни були грошова реформа 1947, націоналізація промисловості в 1948, початок сільськогосподарської колективізації («кооперування») в 1949, що завершилася в 1962. Була реорганізована вся фінансова структура і введена державна монополія на зовнішню торгівлю. Економічне планування почалося в 1949 шляхом прийняття економічних планів різної тривалості, але звичайно на п'ятирічні періоди. Всі плани віддавали пріоритет індустріалізації, з особливим акцентом на розвиток важкої промисловості. Робилися спеціальні спроби впровадження сучасної технології для того, щоб урізноманітнити випуск промислової продукції. На відміну від інших країн Центральної Європи, Румунія не позбулася попередньої сталінської стратегії розвитку. Ця орієнтація виявилася в п'ятому 5-літньому плані на 1971—1975, згідно з яким передбачалося зростання темпів економічного розвитку в порівнянні з економікою інших соціалістичних країн майже вдвічі. Однак поставлені керівництвом цілі виявилися надміру амбіційними і в кінці десятиріччя форсована індустріалізація Румунії зазнала краху. Внаслідок цього в 1980-і Румунія зіткнулася з серйозною кризою міжнародних платежів. Спрощеною відповіддю Чаушеску на цю кризу була надзвичайна програма ліквідації іноземного боргу, що різко скоротила споживання і в той же час інтенсифікувала спроби, спрямовані на збільшення обсягу виробництва. До 1985 заборгованість Заходу поменшала з 10,35 до 5 млрд доларів. Однак скорочення боргу до такого рівня мало катастрофічні наслідки для економіки країни. За оцінками західних джерел, рівень споживання румунських громадян до середини 1980-х в порівнянні із 1980 знизився приблизно на 25 %. До кінця десятиріччя економічний регрес не припинявся. Плани щорічного приросту промислової продукції не були досягнуті майже по всіх показниках; внаслідок цього не спостерігалося зростання прибутків, інвестицій і продуктивності праці.

## Економіка Румунії в нові часи
У 1989 з падінням режиму Чаушеску в Румунії почалася економічна реструктуризація народного господарства. Загалом до середини 1990-х з'явилися юридичні передумови для введення ринкової економіки. Реформи в країні супроводжуються сплесками кризових явищ, безробіття.
Район Плоєшть — головна індустріальна зона, де розміщуються нафтова, хімічна, будівельна промисловість і важке машинобудування.
Металургія концентрується на заході (між Хунедоарою і Тімішоарою) і на південному сході (Галац-Бреїла). Великі суднобудівні заводи знаходяться в Бреїлі і Галаці поблизу дельти Дунаю. Промисловий комплекс в Джурджу (Румунія) і Русе (Болгарія) — приклад міжнародної економічної співпраці (румунська і болгарська частини комплексу знаходяться один проти одного на протилежних берегах Дунаю). Він продукує пристрої і обладнання для гірничодобувної, металургійної, хімічної і нафтохімічної промисловості.
У 1996 близько 43 % всієї території країни складали орні землі, що використовуються для посадки однолітніх культур, і 3,6 % для вирощування багаторічних культур, головним чином — фруктових садів і виноградників. Близько 70 % орної землі віддано пшениці і кукурудзі.
Рівнини Молдавії і Валахії — головна житниця країни. У 1996 Румунія виробила 6 млн т пшениці, 6 млн т кукурудзи. Інші важливі культури — картопля (3,9 млн т в 1996), цукровий буряк (3,3 млн т) і соняшник (0,93 млн т). Великі виноградники ростуть на Трансильванському плато, в передгір'ях Карпат і Добруджі. У 1996 Румунія виробила 1,5 млн гектолітрів вина. Фруктові сади знаходяться переважно в південних передгір'ях Карпат, на плато Добруджа і в дельті Дунаю. Близько 60 % фрукти — сливи, 30 % — яблука, 10 % — груші, вишні, абрикоси тощо. Центри фруктового садівництва розташовуються навколо декількох великих міст, таких, як Бухарест, Крайова, Тімішоара, Ясси і Клуж. Близько 1/5 території країни складають пасовища. Головними районами тваринництва є південні передгір'я Карпат, південно-західна частина Трансильванського плато і північні Карпати. У 1996 в країні було 3,7 млн голів великої рогатої худоби, 10,4 млн голів овець і кіз, понад 8,2 млн свиней.
Ліси покривали близько 3,7 млн га в 1996 (24 % території Румунії). Найважливіші ресурси деревини знаходяться в східних Карпатах. З середини 1950-х років здійснюється програма відновлення лісів.
До 1996 виробництво електроенергії в Румунії становило 19 400 мегават. Найважливіше джерело енергії — ТЕС, за ними йдуть ГЕС і АЕС. Ветрова енергетика мала встановлену потужність 76 МВт у 2008 році, і країна має найбільший вітроенергетичний потенціал у Південно-Східній Європі. На початку XXI століття побудовані ВЕС Финтинеле-Коджалак, ВЕС Балені, ВЕС Гебелезіс, ВЕС Касімча та багато інших.

## Азартні ігри
Азартні ігри в Румунії вперше згадуються 1906 року, коли була створена Loteria Romana, національна лотерея країни. Після обрання демократичного уряду 1990-х роках гральна сфера знову стала законною.